# غو جوا غون
 غو جوا غون  (بالإنجليزية: Go Goa Gone)‏ فيلم هندي كوميدي ممزوج مع رعب الزومبي من بطولة وإنتاج سيف علي خان إلي جانب نخبة من الشباب الجدد في الساحة الفنية البوليوودية، وتم اصداره في ماي 2013 وقد حقق نجاحا في شبك التذاكر، وكان الفيلم قد صور في جزر الموريشيوس.

## نبذة عن قصة الفيلم
يدور الفيلم عن ثلات شبان طائشين ولا مبالين بتصرفاتهم، يقررون أخذ عطلة للترويح عن أنفسهم من قلق العمل، فاختارو السفر إلى غوا، هناك تعرفو على لونا (بوجا غوبتا) والتي دلتهم على حفلة في جزيرة صغيرة قربة غوا، فهنا يدخل باريس (سيف علي خان) تاجر المخدرات الذي قام ببيع عقاقير مهلوسة مخدرة بحيث تسببت في تحويل الناس إلى زومبي، الشباب الثلاثة والفتاة الوحيدون الذي لم يأخدو تلك العقاقير، فتحدث معهم مشاكل المطاردة بينهم وبين الزومبيس في قالب كوميدي ساخر، وفي الأخير يستطيعون الفرار والعودة لغوا ليكتشفو أن الأموات الأحياء (الزومبي) دخلو قبلهم.